# Niederlemp
Niederlemp ist ein Ortsteil der Gemeinde Ehringshausen im mittelhessischen Lahn-Dill-Kreis.

## Geografie
Das Dorf liegt im Gladenbacher Bergland, eingebettet in das Lemptal. Östlich befindet sich Oberlemp, nordwestlich Dreisbach, südwestlich Kölschhausen sowie Breitenbach. Die nächste größere Stadt ist Wetzlar.

## Geschichte

### Ortsgeschichte
Das Dorf wird erstmals in einer Schenkungsurkunde am 18. Juli 845 als Lempha erwähnt. Kirchlich war Niederlemp nach Dillheim  eingepfarrt, auch gehörte es zum dortigen Centgericht. Später gehörte es zum solmsischen Amt Greifenstein.
Zu Beginn des 19. Jahrhunderts kam es zur Bürgermeisterei in Aßlar. Als 1934 die Amtsbürgermeistereien im Kreis Wetzlar aufgelöst wurden, wurde das Dorf zu einer selbstständigen Gemeinde.
Hessische Gebietsreform (1970–1977)
Im Zuge der Gebietsreform in Hessen wurden zum 1. Januar 1977 die Gemeinden Ehringshausen, Breitenbach, Daubhausen, Katzenfurt, Kölschhausen und Niederlemp kraft Landesgesetz zur neuen Großgemeinde Ehringshausen zusammengeschlossen.  Für Niederlemp wurde wie für alle nach Ehringshausen eingegliederten Gemeinden ein Ortsbezirk eingerichtet. Sitz der Gemeindeverwaltung blieb Ehringshausen.

### Verwaltungsgeschichte im Überblick
Die folgende Liste zeigt die Staaten und Verwaltungseinheiten, denen Niederlemp angehört(e):
- 845: Lahngau, Werdorfer Mark (in pago Logenehe) Lemphiu, in [2. Hälfte XII Jh., Codex Laureshamensis III, Nr. 3704b]
- vor 1806: Heiliges Römisches Reich, Fürstentum Solms-Braunfels, Anteil der Grafschaft Solms, Amt Greifenstein
- ab 1806: Herzogtum Nassau,[Anm. 2] Amt Greifenstein[Anm. 3]
- ab 1816: Königreich Preußen,[Anm. 4] Provinz Großherzogtum Niederrhein, Regierungsbezirk Koblenz, Kreis Braunfels[7]
- ab 1822: Königreich Preußen, Rheinprovinz, Regierungsbezirk Koblenz, Kreis Wetzlar[Anm. 5]
- ab 1866: Norddeutscher Bund,[Anm. 6] Königreich Preußen, Rheinprovinz, Regierungsbezirk Koblenz, Kreis Wetzlar
- ab 1871: Deutsches Reich, Königreich Preußen, Rheinprovinz, Regierungsbezirk Koblenz, Kreis Wetzlar
- ab 1918: Deutsches Reich (Weimarer Republik), Freistaat Preußen, Rheinprovinz, Regierungsbezirk Koblenz, Kreis Wetzlar
- ab 1932: Deutsches Reich, Freistaat Preußen, Provinz Hessen-Nassau, Regierungsbezirk Wiesbaden, Kreis Wetzlar
- ab 1944: Deutsches Reich, Freistaat Preußen, Provinz Nassau, Kreis Wetzlar
- ab 1945: Amerikanische Besatzungszone,[Anm. 7] Groß-Hessen, Regierungsbezirk Wiesbaden, Kreis Wetzlar
- ab 1949: Bundesrepublik Deutschland, Land Hessen, Regierungsbezirk Wiesbaden, Kreis Wetzlar
- ab 1968: Bundesrepublik Deutschland, Land Hessen, Regierungsbezirk Darmstadt, Kreis Wetzlar.
- ab 1977: Bundesrepublik Deutschland, Land Hessen, Regierungsbezirk Darmstadt, Lahn-Dill-Kreis, Gemeinde Ehringshausen[Anm. 8]
- ab 1981: Bundesrepublik Deutschland, Land Hessen, Regierungsbezirk Gießen, Lahn-Dill-Kreis, Gemeinde Ehringshausen

## Bevölkerung

### Einwohnerstruktur 2011
Nach den Erhebungen des Zensus 2011 lebten am Stichtag dem 9. Mai 2011 in Niederlemp 438 Einwohner. Darunter waren 3 (0,7 %) Ausländer.
Nach dem Lebensalter waren 69 Einwohner unter 18 Jahren, 162 zwischen 18 und 49, 114 zwischen 50 und 64 und 93 Einwohner waren älter.
Die Einwohner lebten in 189 Haushalten. Davon waren 45 Singlehaushalte, 63 Paare ohne Kinder und 66 Paare mit Kindern, sowie 12 Alleinerziehende und 3 Wohngemeinschaften. In 36 Haushalten lebten ausschließlich Senioren und in 120 Haushaltungen lebten keine Senioren.

### Einwohnerentwicklung
| Niederlemp: Einwohnerzahlen von 1834 bis 2017 | Niederlemp: Einwohnerzahlen von 1834 bis 2017 | Niederlemp: Einwohnerzahlen von 1834 bis 2017 | Niederlemp: Einwohnerzahlen von 1834 bis 2017 | Niederlemp: Einwohnerzahlen von 1834 bis 2017 |
| --- | --------------------------------------------- | --------------------------------------------- | --------------------------------------------- | --------------------------------------------- |
| Jahr |                                               |                                               |                                               | Einwohner                                     |
| 1834 | 1834                                          |                                               | 230                                           | 230                                           |
| 1840 | 1840                                          |                                               | 259                                           | 259                                           |
| 1846 | 1846                                          |                                               | 277                                           | 277                                           |
| 1852 | 1852                                          |                                               | 267                                           | 267                                           |
| 1858 | 1858                                          |                                               | 233                                           | 233                                           |
| 1864 | 1864                                          |                                               | 240                                           | 240                                           |
| 1871 | 1871                                          |                                               | 222                                           | 222                                           |
| 1875 | 1875                                          |                                               | 225                                           | 225                                           |
| 1885 | 1885                                          |                                               | 231                                           | 231                                           |
| 1895 | 1895                                          |                                               | 231                                           | 231                                           |
| 1905 | 1905                                          |                                               | 232                                           | 232                                           |
| 1910 | 1910                                          |                                               | 242                                           | 242                                           |
| 1925 | 1925                                          |                                               | 270                                           | 270                                           |
| 1939 | 1939                                          |                                               | 309                                           | 309                                           |
| 1946 | 1946                                          |                                               | 400                                           | 400                                           |
| 1950 | 1950                                          |                                               | 404                                           | 404                                           |
| 1956 | 1956                                          |                                               | 396                                           | 396                                           |
| 1961 | 1961                                          |                                               | 392                                           | 392                                           |
| 1967 | 1967                                          |                                               | 400                                           | 400                                           |
| 1970 | 1970                                          |                                               | 424                                           | 424                                           |
| 1980 | 1980                                          |                                               | ?                                             | ?                                             |
| 1990 | 1990                                          |                                               | ?                                             | ?                                             |
| 2000 | 2000                                          |                                               | ?                                             | ?                                             |
| 2011 | 2011                                          |                                               | 438                                           | 438                                           |
| 2014 | 2014                                          |                                               | 432                                           | 432                                           |
| 2017 | 2017                                          |                                               | 415                                           | 415                                           |
| Datenquelle: Historisches Gemeindeverzeichnis für Hessen: Die Bevölkerung der Gemeinden 1834 bis 1967. Wiesbaden: Hessisches Statistisches Landesamt, 1968. Weitere Quellen: LAGIS; Zensus 2011; Gemeinde Ehringshausen |                                               |                                               |                                               |                                               |

### Historische Religionszugehörigkeit
| • 1834: | 229 evangelische, ein katholischer Einwohner                       |
| • 1961: | 350 evangelische (= 89,29 %), 42 katholische (= 10,71 %) Einwohner |

## Politik
Für Niederlemp besteht ein Ortsbezirk (Gebiete der ehemaligen Gemeinde Niederlemp) mit Ortsbeirat und Ortsvorsteher nach der Hessischen Gemeindeordnung.
Der Ortsbeirat besteht aus fünf Mitgliedern. Bei den Kommunalwahlen in Hessen 2021 betrug die Wahlbeteiligung zum Ortsbeirat 59,62 %. Alle Kandidaten gehörten der „Bürgerliste Niederlemp“ an. Der Ortsbeirat wählte Marco Stingl zum Ortsvorsteher.

## Kulturdenkmäler
siehe Liste der Kulturdenkmäler in Niederlemp

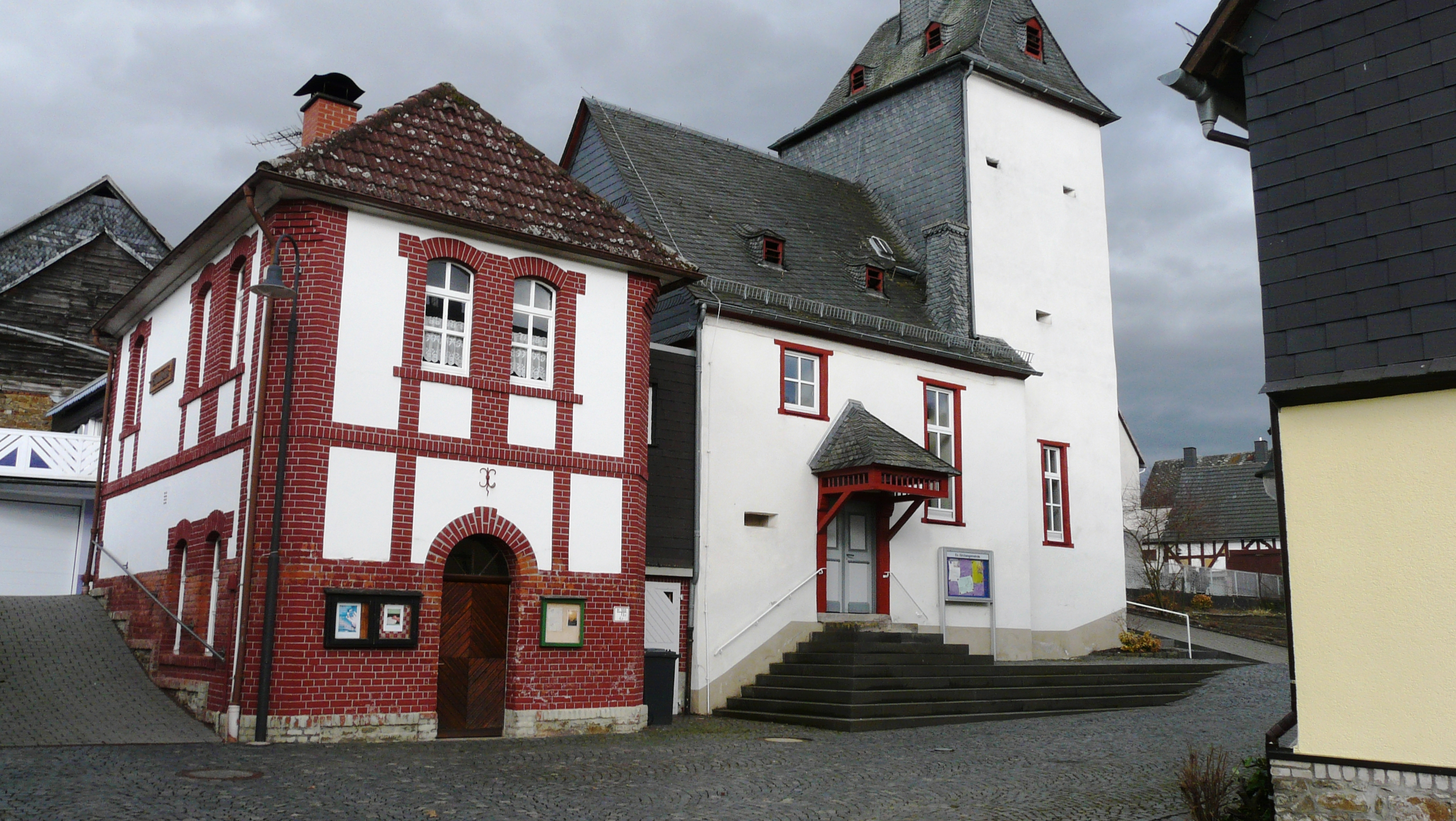
Backhaus und Evangelische Dorfkirche
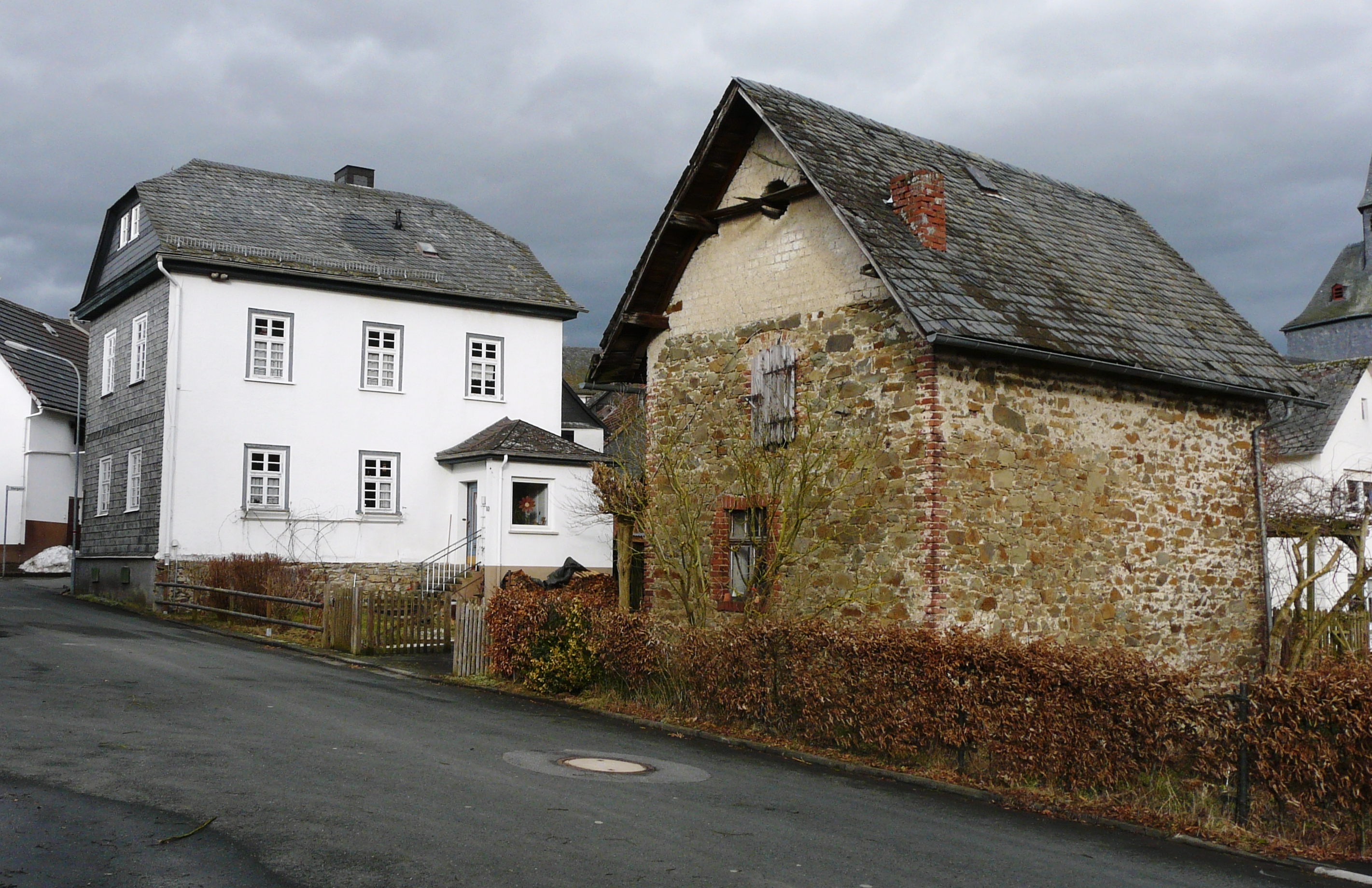
Ehemalige Schule und Bruchsteinstall